# Eyrarfjall (berg i Island, Höfuðborgarsvæði)
Eyrarfjall är ett berg i republiken Island. Det ligger i regionen Höfuðborgarsvæði, i den västra delen av landet, 22 km norr om huvudstaden Reykjavík. Toppen på Eyrarfjall är 476 meter över havet, eller 328 meter över den omgivande terrängen. Bredden vid basen är 4,7 km.
Runt Eyrarfjall är det tätbefolkat, med 397 invånare per kvadratkilometer. Närmaste större samhälle är Mosfellsbær, 16,7 km söder om Eyrarfjall. Trakten runt Eyrarfjall består i huvudsak av gräsmarker.